# Sant Salvador de Rubió
Sant Salvador de Rubió és l'església del poble de Rubió, pertanyent al terme municipal de Soriguera, a la comarca del Pallars Sobirà. Formava part del seu terme primigeni. Està situat a l'extrem nord-est del poble, en el vessant sud-oriental del turó que domina el poble. Era sufragània de la parroquial de Sant Martí de Llagunes.

## Descripció
Petita capella de planta rectangular amb capçalera a l'est i porta a ponent descentrada. A l'oest també s'alça la petita espadanya amb arc apuntat, construïda en un moment posterior a la resta de l'edificació. A cada costat de la nau s'aixeca una petita capella lateral. A la capçalera en el parament exterior s'observen certes diferències entre els extrems i la part central que fan suposar l'existència d'un absis (avui en dia desaparegut). Al costat nord existeix una petita porta d'arc de mig punt cegada. L'aparell emprat són blocs de gres roig local i de conglomerat. La coberta a dues aigües és de lloses de llicorella.